# Laccophilinae
Los laccofilinos (Laccophilinae) son una subfamilia de coleópteros adéfagos  perteneciente a la familia Dytiscidae. 

## Géneros
Tiene los siguientes géneros.
- Africophilus
- Australphilus
- Japanolaccophilus
- Laccodytes
- Laccophilus
- Laccoporus
- Laccosternus
- Napodytes
- Neptosternus
- Philaccolilus
- Philaccolus
- Philodytes